# Haltérophilie aux Jeux olympiques d'été de 2020 - Moins de 49 kg femmes
Navigation
Rio 2016 Paris 2024
L'épreuve des moins de 49 kg en haltérophilie des Jeux olympiques d'été de 2020 a lieu le 24 juillet 2021 au Tokyo International Forum de Tokyo.

## Programme
Heure de Tokyo (UTC+09:00)
| Date            | Horaire | Épreuve  |
| --------------- | ------- | -------- |
| 24 juillet 2021 | 13 h 50 | Groupe A |

## Records
Avant la compétition, les records du monde et olympiques sont les suivants.
| Record du monde | Arraché     | Hou Zhihui            | Chine | 96 kg  | Tachkent, Ouzbékistan | 17 avril 2021     |
| Record du monde | Épaulé-jeté | Saikhom Mirabai Chanu | Inde  | 119 kg | Tachkent, Ouzbékistan | 17 septembre 2010 |
| Record du monde | Total       | Hou Zhihui            | Chine | 213 kg | Tachkent, Ouzbékistan | 1er octobre 2006  |

## Résultats
| Rang                                | Athlète                            | Pays                      | Groupe | Poids | Arraché (kg) | Arraché (kg) | Arraché (kg) | Arraché (kg) | Épaulé-jeté (kg) | Épaulé-jeté (kg) | Épaulé-jeté (kg) | Épaulé-jeté (kg) | Total   |
| Rang                                | Athlète                            | Pays                      | Groupe | Poids | 1            | 2            | 3            | Résultat     | 1                | 2                | 3                | Résultat         | Total   |
| ----------------------------------- | ---------------------------------- | ------------------------- | ------ | ----- | ------------ | ------------ | ------------ | ------------ | ---------------- | ---------------- | ---------------- | ---------------- | ------- |
| Médaille d'or, Jeux olympiques      | Hou Zhihui                         | Chine                     | A      | 49,00 | 88           | 92           | 94           | 94 OR        | 109              | 114              | 116              | 116, OR          | 210, OR |
| Médaille d'argent, Jeux olympiques  | Saikhom Mirabai Chanu              | Inde                      | A      | 48,85 | 84           | 87           | 89           | 87           | 110              | 115              | 117              | 115              | 202     |
| Médaille de bronze, Jeux olympiques | Windy Cantika Aisah                | Indonésie                 | A      | 48,80 | 84           | 84           | 87           | 84           | 103              | 108              | 110              | 110              | 194     |
| 4                                   | Fang Wang-ling                     | Taipei chinois            | A      | 48,65 | 75           | 78           | 80           | 80           | 98               | 101              | 103              | 101              | 181     |
| 5                                   | Nina Sterckx                       | Belgique                  | A      | 48,75 | 81           | 81           | 84           | 81           | 99               | 101              | 101              | 99               | 180     |
| 6                                   | Ludia Marguiela Piron Candelario   | Cuba                      | B      | 49,00 | 79           | 82           | 84           | 82           | 93               | 96               | 100              | 96               | 178     |
| 7                                   | Anaïs Michel                       | France                    | A      | 48,90 | 76           | 78           | 80           | 78           | 96               | 99               | 101              | 99               | 177     |
| 8                                   | Beatriz Elizabeth Piron Candelario | République dominicaine    | B      | 49,00 | 78           | 81           | 83           | 81           | 90               | 93               | 95               | 95               | 176     |
| 9                                   | Nathasha Rosa Figueiredo           | Brésil                    | B      | 48,95 | 75           | 78           | 80           | 78           | 90               | 95               | 100              | 95               | 173     |
| 10                                  | Loa Dika Toua                      | Papouasie-Nouvelle-Guinée | B      |       | 69           | 72           | 76           | 72           | 95               | 95               | 100              | 95               | 167     |
| —                                   | Marie Hanitra Roilya Ranaivosoa    | Maurice                   | B      |       | 73           | 76           | 76           | 73           | 91               | 95               | 96               | 91               | 164     |
| —                                   | Jourdan Elizabeth Delacruz         | États-Unis                | A      | 48,90 | 83           | 86           | 89           | 83           | 108              | 108              | 108              | —                | —       |
| —                                   | Hiromi Miyake                      | Japon                     | A      | 48,90 | 74           | 76           | 76           | 74           | 99               | 99               | 99               | —                | —       |
| —                                   | Kristina Ivanovna Sobol            | ROC                       | B      |       | 83           | 84           | 84           | —            | —                | —                | —                | —                | DNF     |